# غار یکه چاه
غاریکه چاه مربوط به هزاره سوم قبل از میلاد تا سده‌های میانه دوران‌های تاریخی پس از اسلام است و در شهرستان محلات، بخش مرکزی، دهستان باقرآباد، روستای یکه چاه واقع شده و این اثر در تاریخ ۲۵ آبان ۱۳۸۷ با شمارهٔ ثبت ۲۳۸۰۳ به‌عنوان یکی از آثار ملی ایران به ثبت رسیده است.